# Kingo Machimura
Kingo Machimura (町村金五, Machimura Kingo; Sapporo, 16 d'agost de 1900 - 14 de desembre de 1992) va ser un polític japonés membre del Partit Liberal Democràtic (PLD) i Governador de Toyama (1941-1943), Governador de Niigata (1945) i Governador de Hokkaidō des de 1971 fins 1983. També va ser Ministre d'Afers Interns del Japó des de 1973 fins 1974 així com també Ministre de Hokkaido des de 1973 a 1974. El seu segon fill, Nobutaka Machimura, fou en dues ocasions Ministre d'Afers Exteriors, Secretari General del Gabinet del Japó i President o Portaveu de la Cambra de Representants del Japó fins a la seua mort, en 2015.

## Biografia
Kingo Machimura va nàixer a Sapporo, capital de Hokkaidō, el 16 d'agost de 1900. Kingo era, juntament amb Kingo Miyabe, Hirotaka Machimura i Shōsuke Satō, un dels cinc fills de Kinya Machimura, oligarca local i estudiant fundador de l'escola d'agricultura de Sapporo fundada pel professor nord-americà William Smith Clark. Kinya Machimura seria conegut com al "pioner de la producció lletera" al Japó.
Des de la seua joventut, en finalitzar els seus estudis de dret a la Universitat Imperial de Tòquio el març de 1924, Machimura entrà dins de la carrera funcionarial com a buròcrata d'alt nivell el maig del mateix any. El seu primer lloc de treball fou a l'oficina del governador d'Aomori, com a funcionari del ministeri d'interior. Poc després, a l'octubre de 1925, va començar a treballar a la policia prefectural d'Aomori. Només un any després, fou traslladat a la policia prefectural de Shizuoka, on l'agost de 1929 passaria a treballar dins de l'administració prefectural. L'any següent torna a la policia de Shizuoka per a, poc després, passar a ser funcionari del Ministeri de la Casa Imperial (actual Agència de la Casa Imperial. Machimura es manté en aquest càrrec fins que, l'any 1936, és nomenat cap de la policia prefectural de Gifu. L'any 1937 esdevé cap de la policia prefectural de Mie per a, finalment, tornar a treballar per al ministeri d'interior. L'any 1941 arribà el seu primer càrrec important: el de governador de la prefectura de Toyama, que exercí fins a l'any 1943, quan l'abril d'aquell any va esdevindre cap de la policia metropolitana de Tòquio. De febrer a abril de 1945 va exercir com a governador de Niigata. En finalitzar la Segona Guerra Mundial, Machimura fou depurat del funcionariat per les autoritats d'ocupació nord-americanes, no podent tornar a la vida pública fins a la dècada del 1950, quan va esdevindre polític.
L'any 1952, Kingo Machimura va fer el salt a la política sent elegit a les eleccions generals per Hokkaidō com a membre del Partit Reformista (PR), romanent al càrrec fins a l'any 1959. Després de la desaparició del PR, l'any 1954 col·labora com a independent amb el Partit Democràtic del Japó (PDJ). Poc després, ingressà al Partit Liberal (PL). Finalment, l'any 1955, Machimura ingressa al que seria el seu partit polític definitiu: el Partit Liberal Democràtic (PLD). Aprofitant la negativa a la reelecció de l'aleshores governador de Hokkaidō, el socialista Toshibumi Tanaka, l'any 1959 Machimura abandona el seu escó a la Cambra de Representants del Japó per a presentar-se a les eleccions a governador de Hokkaidō de 1959 com a candidat del PLD.

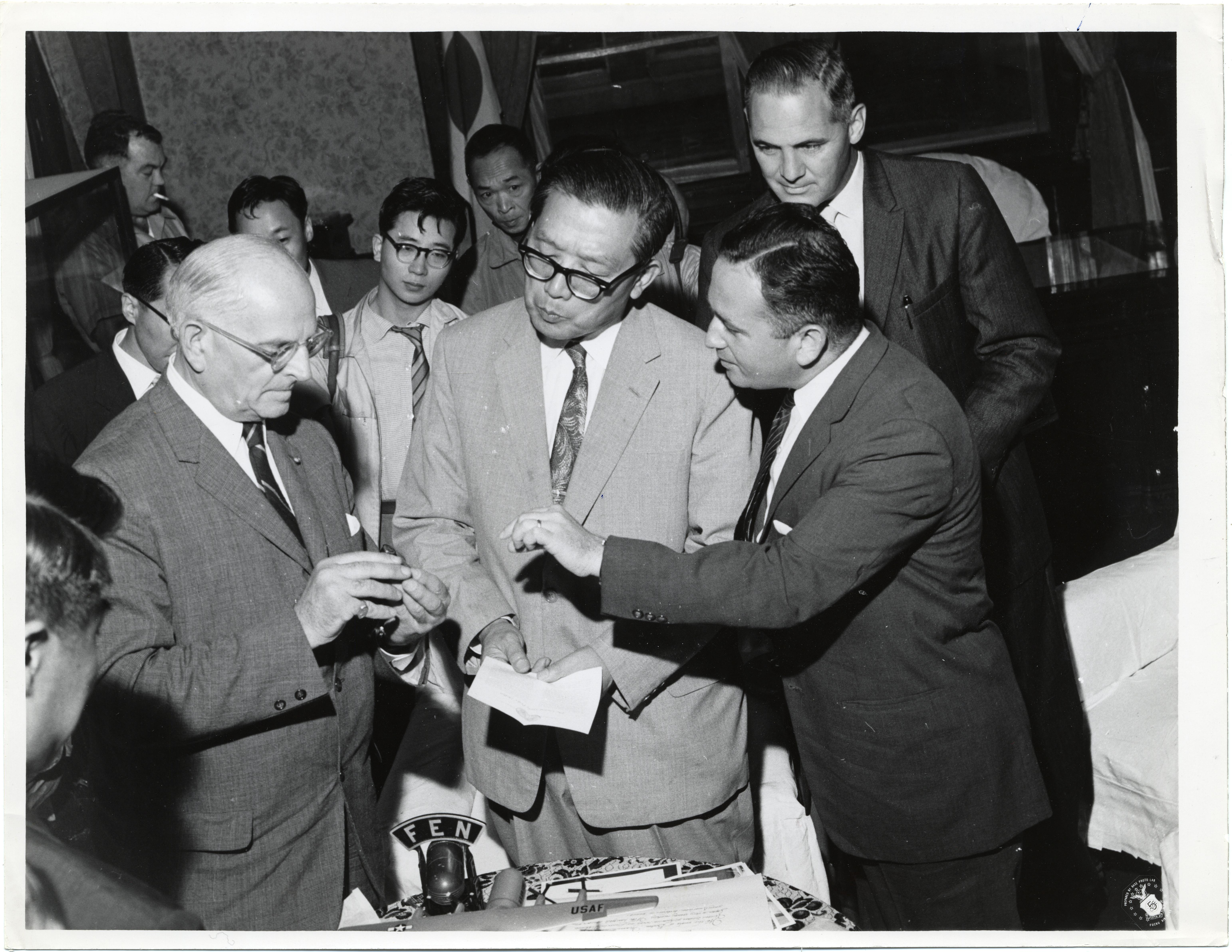
Machimura, ja governador, amb Ike Eisenhower, President dels EUA

Machimura guanyà les eleccions per un estret marge front al candidat del Partit Socialista del Japó (PSJ), Setsuo Yokomichi, pare del posterior governador socialista Takahiro Yokomichi. Alhora que exercia el seu càrrec de governador, també fou president d'una associació per a l'estudi de l'obra del filòsof Masahiro Yasuoka. Com a governador de Hokkaidō, va presidir els actes commemoratius del centenari de Hokkaidō els anys 1968 i 1969, ja a la darrera part del seu mandat. També fou un dels impulsors de la candidatura de Sapporo als Jocs Olímpics d'Hivern de 1972. Finalment, l'any 1971 deixaria el càrrec, sent substituït per Naohiro Dōgakinai, també membre del seu partit.

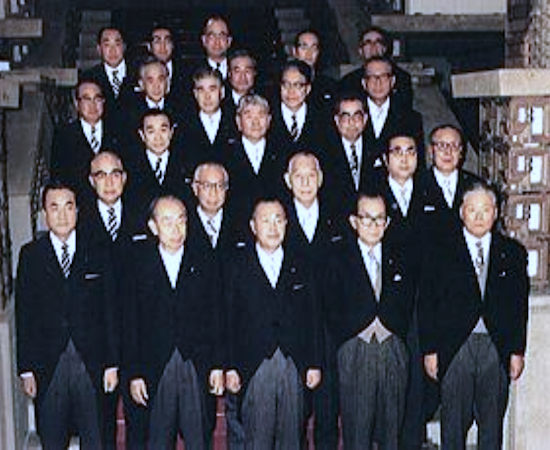
Machimura al govern Tanaka de 1972

Després del seu pas per la caporalia de govern de Hokkaidō, Machimura fou elegit membre de la Cambra de Consellers del Japó a les eleccions generals de 1971 i, l'any següent, formaria part del segon gabinet del Primer Ministre Kakuei Tanaka com a cap del Departament de Desenvolupament de Hokkaidō, una mena de secretaria depenent del Ministeri d'Afers Interns, fins a l'any 1974. Posteriorment romandria com a membre de la cambra alta japonesa, sent nomenat cap del grup parlamentari del PLD el juliol de 1980. El mateix any també va rebre l'Orde del Sol Naixent de primera classe. L'any 1983 va deixar el seu escó a la cambra alta i, finalment, va morir el 14 de desembre de 1992 amb 92 anys, a Tòquio.
Conegut anticomunista, Kingo Machimura va manifestar públicament la necessitat de que el país s'armara contra una possible invasió de la Unió Soviètica. També va proposar en una entrevista peridoística l'any 1983 que el Ministeri d'Afers Interns havia de tornar a ser com abans de la segona guerra mundial, amb un major control de la política interna nacional i amb la supressió de l'autonomia prefectural, les eleccions per a elegir al governador i les assemblees prefecturals.

## Condecoracions
- Orde del Sol Naixent.